# Mario Viana
Mario Vianna (Rio de Janeiro, 1902. szeptember 6. – Rio de Janeiro, 1989. október 16.) brazil nemzetközi labdarúgó-játékvezető. Volt cipőtisztító, cukorkagyári munkás, újságkihordó, polgári őr és speciális rendőrségi tisztviselő (38 éven át), edző és a Radio Globéban sportkommentátor (22 éven keresztül).

## Pályafutása

### Nemzeti játékvezetés
1929-ben vizsgázott. A Girão de Niteró–Saint Cristovão bajnoki találkozó volt első bajnoki mérkőzése. Határozottságára jellemző, hogy a São Cristovão hátvédjét Mato Grossót túlzott keménységért azonnal kiállította. 25 éves pályafutásától az I. Liga játékvezetőjeként 1957-ben vonult vissza.

### Nemzetközi játékvezetés
A Brazil labdarúgó-szövetség Játékvezető Bizottsága (JB) terjesztette fel nemzetközi játékvezetőnek, a Nemzetközi Labdarúgó-szövetség (FIFA) 1945-től tartotta nyilván bírói keretében. Több nemzetek közötti válogatott és klubmérkőzést vezetett, vagy működő társának partbíróként segített.  Az aktív nemzetközi játékvezetéstől 1954-ben búcsúzott.

#### Labdarúgó-világbajnokság
A világbajnoki döntőkhöz vezető úton Brazíliába a IV., az 1950-es labdarúgó-világbajnokságra, valamint Svájcba az V., az 1954-es labdarúgó-világbajnokságra a FIFA JB játékvezetőként alkalmazta. Világbajnokságon vezetett mérkőzéseinek száma: 2 + 1 (partbíró). 1950-ben nem végzett partbírói tevékenységet. 1954-ben a FIFA JB elvárásának megfelelően, ha nem vezetett, akkor valamelyik működő társának segített partbíróként. Egy csoporttalálkozón segített partbíróként. Több mérkőzést nem vezethetett mert kritizálta a FIFA JB tevékenységét. Világbajnokságon vezetett mérkőzéseinek száma: 2 + 1 (partbíró).

##### 1950-es labdarúgó-világbajnokság

###### Világbajnoki mérkőzés
| Időpont          | Helyszín                        | Mérkőzés típusa              | Mérkőzés                       | Eredmény | Nézők száma |
| ---------------- | ------------------------------- | ---------------------------- | ------------------------------ | -------- | ----------- |
| 1950. június 25. | Vila Capanema Stadion, Curitiba | csoportmérkőzés (2. csoport) | Spanyolország–Egyesült Államok | 3 – 1    | 9000        |

##### 1954-es labdarúgó-világbajnokság

###### Világbajnoki mérkőzés
| Időpont          | Helyszín                   | Mérkőzés típusa              | Mérkőzés          | Eredmény | Nézők száma |
| ---------------- | -------------------------- | ---------------------------- | ----------------- | -------- | ----------- |
| 1954. június 17. | Olimpiai Stadion, Lausanne | csoportmérkőzés (D. csoport) | Svájc–Olaszország | 2 – 1    | 42 000      |

#### Copa América
Chile a 18., az 1945-ös Copa América, Argentína, a 19., az 1946-os Copa América, valamint Peru a 22. az 1953-as Copa América labdarúgó tornát rendezte, ahol a  CONMEBOL JB Bíróként foglalkoztatta. 1953-ban a Dél-amerikai Labdarúgó-szövetség (CONMEBOL) első alkalommal vállalta a főszervező szerepkört.

##### 1945-ös Copa América

###### Copa América mérkőzés
| Időpont           | Helyszín                                     | Mérkőzés típusa | Mérkőzés         | Eredmény | Nézők száma |
| ----------------- | -------------------------------------------- | --------------- | ---------------- | -------- | ----------- |
| 1945. január 24.  | Estadio Nacional de Chile, Santiago de Chile | csoportmérkőzés | Uruguay–Ecuador  | 5 – 1    | 70 000      |
| 1945. január 28.  | Estadio Nacional de Chile, Santiago de Chile | csoportmérkőzés | Uruguay–Kolumbia | 7 – 0    | 28 000      |
| 1945. február 11. | Estadio Nacional de Chile, Santiago de Chile | csoportmérkőzés | Bolívia–Ecuador  | 0 – 0    | 70 000      |
| 1945. február 15. | Estadio Nacional de Chile, Santiago de Chile | csoportmérkőzés | Uruguay–Bolívia  | 2 – 0    | 65 000      |
| 1945. február 21. | Estadio Nacional de Chile, Santiago de Chile | csoportmérkőzés | Bolívia–Kolumbia | 3 – 3    | 22 000      |

##### 1946-os Copa América

###### Copa América mérkőzés
| Időpont          | Helyszín                         | Mérkőzés típusa | Mérkőzés           | Eredmény | Nézők száma |
| ---------------- | -------------------------------- | --------------- | ------------------ | -------- | ----------- |
| 1946. január 12. | Monumental Stadion, Buenos Aires | csoportmérkőzés | Argentína–Paraguay | 2 – 0    | 70 000      |
| 1946. január 16. | Gasómetro Stadion, Buenos Aires  | csoportmérkőzés | Uruguay–Chile      | 1 – 0    | 50 000      |
| 1946.február 2.  | Gasómetro Stadion, Buenos Aires  | csoportmérkőzés | Argentína–Uruguay  | 3 – 1    | 80 000      |
| 1946.február 8.  | Gasómetro Stadion, Buenos Aires  | csoportmérkőzés | Paraguay–[Uruguay  | 2 – 1    | 18 000      |

##### 1953-as Copa América

###### Copa América mérkőzés
| Időpont           | Helyszín              | Mérkőzés típusa | Mérkőzés         | Eredmény | Nézők száma |
| ----------------- | --------------------- | --------------- | ---------------- | -------- | ----------- |
| 1953. március 4.  | Nemzeti Stadion, Lima | csoportmérkőzés | Paraguay–Ecuador | 0 – 0    | 45 000      |
| 1953. március 28. | Nemzeti Stadion, Lima | csoportmérkőzés | Peru–Uruguay     | 0 – 3    | 45 000      |

## Sportvezetőként
Aktív pályafutását befejezve a Palmeiras. Vianna csapat edzője lett. 14 mérkőzésből 8-at elvesztettek, szerződésbontás lett az eredménye.

## Pozitív sztori
A Botafogo FR–Severiano találkozón a nézőknek nem tetszett, amiért keményen büntette a súlyos sportszerűtlen játékosokat. Tüntetésül palackokat, köveket kezdtek bedobálni a játéktérre. Mário Vianna nem esett kétségbe, elkezdte visszadobálni a tárgyakat. A nézők ezen annyira meglepődtek, hogy befejezték a dobálást. Ebben az időben Dél-Amerika játékterein rendre előfordultak súlyos rendzavarások, verekedések. A játékvezető határozottságán vagy nem látásán nagyon múlik, hogy a találkozó rendben befejeződjön.